# Климчук Віталій Васильович
Климчук Віталій Васильович (нар. 14 березня 1968 — 12 липня 1988) — радянський військовий, учасник афганської війни. Посмертно нагороджений орденом Червоної зірки.

## Життєпис
Віталій Климчук народився 14 березня 1968 року в селі Бочаниця Гощанського району Рівненської області в українській селянській родині.
Навчався у Бочаницькій середній школі та БПТУ. Пізніше працював водієм у місцевому Колхозі імені В. І. Леніна. До Збройних сил СРСР його призвали 14 жовтня 1986 року Гощанським РВК Рівненської області. У грудні того ж року відправлений рядовим до Афганістану.
Служив водієм у 636-му батальйоні матеріального забезпечення 201-ї мотострілецької дивізії. 12 липня 1988 року автоколонна, у складі якої була машина Климчука, була атакована противником. Віталій був тяжко поранений, але не покинув автомобіль і до останнього намагався врятувати цінний вантаж. Коли водій заслаб від поранення, автомобіль впав у прірву.
Похований у селі Бочаниця. Його ім'ям були названі місцева школа, вулиця та колхозне поле.

## Нагороди
- орден Червоної Зірки (посмертно)

## Пам'ять
- Його ім'я викарбуване на одній з плит Меморіального комплексу пам'яті воїнів України, полеглих в Афганістані у Києві[4].
- Його ім'я викарбуване на одній з плит Меморіалу на честь загиблих в локальних війнах у Рівному.
- Його ім'я викарбуване на Монументі воїнам-інтернаціоналістам у селіщі міського типу Гоща.
- Його ім'я викарбуване на меморіальній дошці розташованої на будівлі Бочаницької середньої школи.
- У селі Бочаниця проходить турнір з волейболу пам'яті воїна-афганця, у якому берут участь команди з окрісних сел[5].

## Галерея

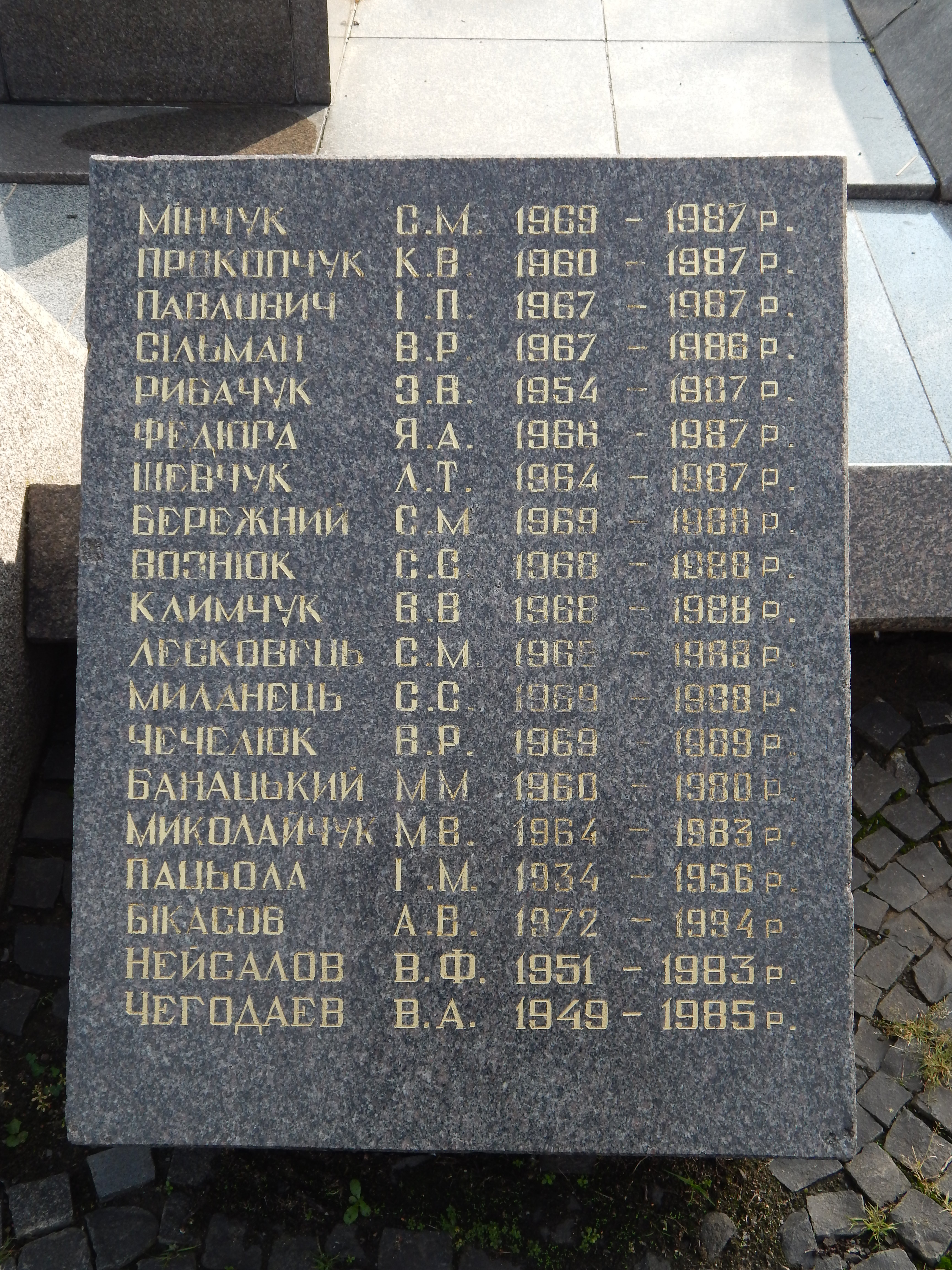
Прізвище Климчука на дошці з Меморіалу на честь загиблих в локальних війнах у Рівному
Меморіальна дошка Віталію Климчуку на будівлі Бочаницької середньої школи
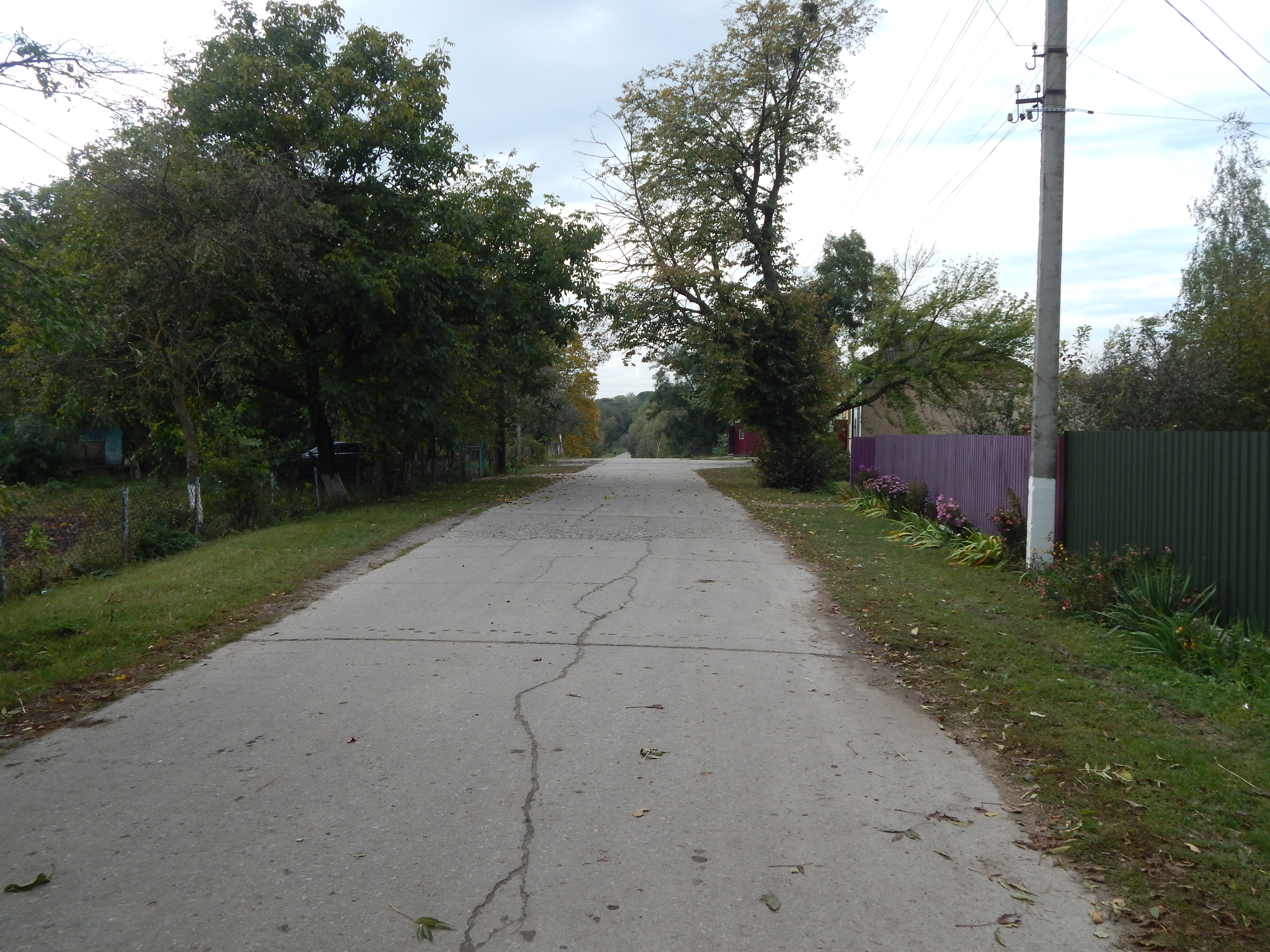
Вулиця Віталія Климчука у селі Бочаниця
Могила Віталія Климчука